# موز بانکسی
موز بانکسی (نام علمی:Musa banksii) نام یک گونه از سردهٔ موز و متعلق به خانوادهٔ میوزیشی است.